# Vivek Chibber
Vivek Aslam Chibber (nascido em 1965) é um acadêmico americano, teórico social, editor e professor de sociologia na Universidade de Nova York, que publicou amplamente sobre desenvolvimento, teoria social e política. Chibber é autor de três livros, The Class Matrix: Social Theory after the Cultural Turn (Harvard, 2022), Postcolonial Theory and the Spectre of Capital (Verso, 2013) e Locked in Place: State-Building and Late Industrialization in India (Princeton, 2003).
Em 2017, Chibber lançou Catalyst: A Journal of Theory and Strategy, com Robert Brenner, publicado pela revista Jacobin.

## Infância e educação
Chibber nasceu na Índia em 1965 e mudou-se para os Estados Unidos em 1980, onde vive desde então. Ele completou um bacharelado em ciência política em 1987 na Northwestern University. Em 1999, concluiu seu doutorado em sociologia na Universidade de Wisconsin, onde sua dissertação foi orientada por Erik Olin Wright. Chibber começou como professor assistente na Universidade de Nova York em 1999, onde agora é professor titular.

## Carreira
O primeiro livro de Chibber, Locked in Place, tentou responder por que alguns países foram capazes de construir "estados desenvolvimentistas" nas décadas após a Segunda Guerra Mundial, enquanto outros não. Ele argumentou que a literatura sobre o estado desenvolvimentista ignorou indevidamente as restrições que o poder de classe impôs à construção do estado, particularmente o poder e a influência dos capitalistas domésticos. Chibber mostrou que a principal razão pela qual a política industrial indiana obteve apenas um sucesso mediano foi que o capital doméstico bloqueou as tentativas de construir um aparato de planejamento eficaz. Enquanto na Coréia do Sul, o estado conseguiu construir uma aliança com empresas domésticas em torno do planejamento industrial. O livro de Chibber foi amplamente aclamado e ganhou vários prêmios, incluindo, em 2005, o Barrington Moore Book Award e menção honrosa para o Distinguished Publication Prize da American Sociological Association.

### Crítica ao pós-colonialismo
Logo depois de Locked in Place, a agenda de Chibber mudou quando, em 2006, ele publicou "On the Decline of Class Analysis in South Asian Studies" em Critical Asian Studies. Este artigo examinou as condições sociológicas para o declínio da análise de classe e seu deslocamento pela teoria pós-colonial no contexto do sul da Ásia. Enquanto Chibber localizou o fim da classe nas condições sociais dos anos 1980 e 1990, ele não assumiu neste artigo o conteúdo da própria teoria pós-colonial. Esse engajamento veio em seu segundo livro, Postcolonial Theory and the Spectre of Capital. No prefácio do livro, Chibber explica que, uma vez que examinou as condições que deram origem à teoria pós-colonial, sentiu que também deveria examinar seus argumentos centrais.
Postcolonial Theory and the Spectre of Capital foi focado em uma linha particular de teorização, ou seja, o coletivo Estudos subalternos. Chibber considerou os Estudos Subalternos um representante dos principais argumentos sociológicos e históricos nos estudos pós-coloniais. Seu argumento básico no livro é que, embora a teoria pós-colonial se anuncie como uma crítica ao orientalismo e ao eurocentrismo, na verdade a teoria acaba por ressuscitá-los. Em outras palavras, a teoria pós-colonial dá nova vida às noções orientalistas do Sul Global, apresentando uma compreensão altamente exótica e essencializada dele – como fundamentalmente diferente do Ocidente, incapaz de ser compreendido pelas categorias ocidentais, seu povo intocado pela razão e pela racionalidade, etc Chibber baseia suas afirmações em um exame da sociologia histórica dos subalternistas, bem como em seus argumentos teóricos. Ele incorpora sua crítica em uma defesa da tradição radical do Iluminismo representada por Marx.
A publicação de Spectre desencadeou um debate muito intenso e amplo entre Chibber, membros do coletivo Subaltern Studies e outros intelectuais. Mais proeminentemente, Partha Chatterjee e Gayatri Spivak criticaram Chibber por sua representação do trabalho dos subalternistas e da teoria pós-colonial em geral. Chibber respondeu por sua vez, negando ter deturpado seus interlocutores e lançando seu próprio contra-ataque.
O debate que se seguiu foi coletado e publicado pela Verso Books em 2016 no livro O Debate sobre a Teoria Pós-colonial e o Espectro do Capital.

### Catalyst
Na primavera de 2017, Chibber e Robert Brenner lançaram e assumiram as funções editoriais da revista Catalyst: A Journal of Theory and Strategy. Publicado pela Jacobin Magazine, Chibber e Brenner escreveram sobre sua intenção para a nova publicação:
A discussão sobre o capitalismo não está mais fora de questão. Catalyst: A Journal of Theory and Strategy é lançado com o objetivo de fazer todo o possível para promover e aprofundar essa conversa. Nosso foco é, como nosso título sugere, desenvolver uma teoria e uma estratégia tendo como alvo o capitalismo — tanto no Norte quanto no Sul Global. É uma agenda ambiciosa, mas é hora de pensar grande.

### Outros trabalhos
Chibber atuou em funções editoriais em várias publicações e jornais, incluindo Socialist Register, Journal of Agrarian Change, Historical Materialism, American Journal of Sociology, The Journal of Peasant Studies, Politics &amp; Society, British Journal of Sociology, e Teoria Sociológica..

## Prêmios
- Distinguished Publication Award, American Sociological Association 2006, menção honrosa.
- Prêmio Barrington Moore Jr., American Sociological Association 2005.
- Selecionado como Título Acadêmico de Destaque em 2004, Choice Magazine
- Mirra Komarovsky Award, Eastern Sociological Association 2005, menção honrosa
- Prêmio de publicação distinta, Seção de Sociologia Política da American Sociological Association 2004, para o melhor livro em Sociologia Política, menção honrosa.

## Obras

### Livros
- Locked in Place: State-Building and Late Industrialization in India. [S.l.]: Princeton University Press. 2003. pp. 334. ISBN 978-0691126234
- Postcolonial Theory and the Specter of Capital. London: Verso. 2013. pp. 256. ISBN 978-1844679768
- The Class Matrix: Social Theory after the Cultural Turn. Cambridge, Massachusetts: Harvard University Press. 2022. ISBN 978-0674245136

### Artigos científicos
- «Confronting Postcolonial Theory – A Response to Critics». The Journal of World Systems Research. 20 (Winter 2014): 308–314
- «Making Sense of Postcolonial Studies – A Response to Gayatri Spivak» (PDF). Cambridge Review of International Affairs. 27, no. 3 (September 2014)
- «Revisiting Subaltern Studies» (PDF). The Economic and Political Weekly. XLIX (9). 1 de março de 2014
- «The ghost of theories past». The European Journal of Sociology (December 2013): 439–449
- «Rescuing Class from the Cultural Turn». Catalyst: A Journal of Theory and Strategy. 1 (Spring 2017): 27–55

### Vídeos
- Capitalismo e Estado, palestra para o programa Brecht Forum.
- Marxismo e o legado dos Estudos Subalternos, debate com Partha Chatterjee.